# Cessna 340
Il Cessna 340 è un aeroplano bimotore sviluppato e prodotto da Cessna Aircraft.

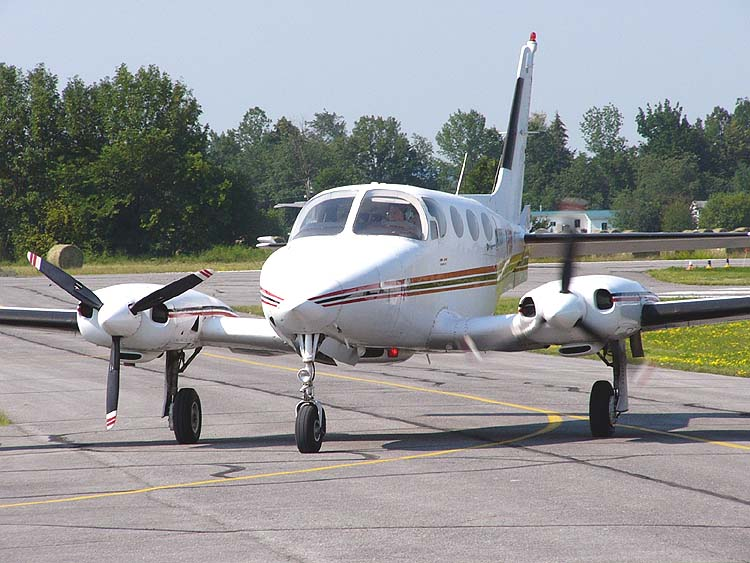
Cessna 340

Il Cessna 335 è la versione non pressurizzata del Cessna 340.

## Sviluppo
Il Cessna 340/335 fu sviluppato soprattutto per migliorare il comfort di bordo del precedente modello Cessna 310, che aveva riscosso un buon successo commerciale.

### 340
Lo sviluppo vero e proprio del 340 iniziò nel 1969; il primo 340 entrò in servizio nel 1971, cioè con un anno di ritardo rispetto al programma in quanto un anno prima il prototipo era precipitato durante un test di volo.

I primi modelli erano dotati di due Continental TSIO-520-K, motori che sprigionavano 285 cavalli (214 kW). A partire dal 1976 i modelli furono equipaggiati con due Continental TSIO-520-NB, più potenti della versione precedente e in grado di sprigionare 310 cavalli (233 kW).

### 335
Versione non pressurizzata e più economica del 340 equipaggiato con un motore Continental O-520 da 300 cavalli (225 kW). Non ebbe molto successo, ne furono costruiti solo 64 esemplari e la produzione terminò nel 1980.

## Versioni
340
Versione pressurizzata, cinque posti passeggeri più un pilota. Versione certificata il 15 ottobre 1971.
340A
Versione molto simile al 340 classico, sempre pressurizzata e con una capienza di sei passeggeri. Certificata il 19 novembre 1975.
335
Versione più economica e dotata di motori meno potenti, la capienza è la stessa del 340. Versione certificata il 2 ottobre 1979.

## Caratteristiche generali
- Equipaggio: 1 pilota
- Capacità: 5 passeggeri
- Lunghezza: 10,46 m
- Apertura alare: 11,62 m
- Altezza: 3,84 m
- Superficie alare: 17,1 m²
- Peso a vuoto: 1.780 kg

## Prestazioni
- Velocità massima: 452 km/h
- Velocità di stallo: 153 km/h
- Autonomia: 2.603 km

## Velivoli simili
- Cessna 404 Titan II
- Beechcraft 1900